# Nammo Stadion
Nammo Stadion – stadion piłkarski w Raufoss, w Norwegii. Został otwarty 13 czerwca 2015 roku. Może pomieścić 1800 widzów. Swoje spotkania rozgrywają na nim piłkarze klubu Raufoss IL. Obiekt wyposażony jest w sztuczną murawę oraz oświetlenie.
Od 1918 roku piłkarze klubu Raufoss IL rozgrywali swoje spotkania na Raufoss Stadion. W 1999 roku nieopodal tego stadionu wybudowano również halę z pełnowymiarowym boiskiem piłkarskim. Z czasem starzejący się stadion przestał spełniać wymogi licencyjne i od 2008 roku klub rozgrywał swoje mecze wyłącznie na hali. 13 czerwca 2015 roku otwarto natomiast Nammo stadion, który odtąd jest obiektem domowym Raufoss IL. Obiekt powstał pomiędzy starym stadionem, a halą z pełnowymiarowym boiskiem. Przed wybudowaniem stadionu w jego miejscu znajdowało się boisko piłkarskie.